# Hot Hot Heat
Hot Hot Heat foi uma banda canadense de indie rock de Vitória, Colúmbia Britânica, formata em 1999. A banda assinou contrato com o selo Sub Pop de Seattle em 2001 e lançouseu primeiro EP, Knock Knock Knock, e o primeiro álbum completo, Make Up the Breakdown, no ano seguinte. A banda lançou cinco álbuns completos, sendo o último o autointitulado Hot Hot Heat em 2016. O estilo da banda faz uso de instrumentos eletrônicos e tradicionais e tem sido categorizado como dance-punk, post-punk revival, new wave e art punk. Eles fizeram uma aparição em Yo Gabba Gabba!, com a música "Time to Go Outdoors". Foi apresentado no episódio "Talent".
Após cinco anos de pouca atividade, em 13 de março de 2016, Hot Hot Heat anunciou uma nova música na forma de um especial de 7" intitulado "Nature of Things" a ser lançado para o Record Store Day (16 de abril de 2016). Em seguida, em 5 de abril, a banda anunciou via Twitter que lançaria seu quinto e último álbum autointitulado em 24 de junho. A nova música "Kid Who Stays in the Picture" estreou no mesmo dia.

## Carreira
A exposição da banda em turnê atraiu o interesse da gravadora Sub Pop de Seattle, que assinou com Hot Hot Heat em 2001, levando ao lançamento do EP Knock Knock Knock no início de 2002, produzido em parte por Chris Walla do Death Cab for Cutie. Embora Hot Hot Heat tenha começado como uma banda de hardcore, na época em que fez contato com a Sub Pop, seu som havia se transformado no que logo seria conhecido como dance-punk. A banda ficou na vanguarda de um movimento que explodiria na cena indie rock dentro de mais um ano. Esse lançamento foi seguido rapidamente pelo primeiro lançamento completo da banda, Make Up the Breakdown, produzido por Nirvana e Soundgarden produtor Jack Endino.
Porém, sua faixa "Bandages" foi retirada das rádios do Reino Unido, da playlist da BBC Radio 1, devido à guerra no Oriente Médio. Acredita-se que isso tenha prejudicado sua posição na 25ª posição nas paradas do Reino Unido. A faixa estava na lista B da emissora, garantindo 15 execuções por semana e uma audiência potencial de milhões. Foi removido por causa da "prevalência da palavra 'bandagens' na música", disse um porta-voz. Em 2002, a banda assinou com a Warner nos Estados Unidos.
Em 2004, Make Up the Breakdown ganhou o prêmio de "Álbum Favorito" no Canadian Independent Music Awards por voto popular. O guitarrista Dante DeCaro anunciou sua saída da banda em outubro de 2004, mas ficou para concluir seu próximo álbum, e em 2005 ingressou na banda Wolf Parade de Montreal. Aquele álbum, Elevator , foi a estreia da banda em uma grande gravadora e foi lançado comercialmente pela Warner Bros. Em abril de 2005, Dante passou as funções de guitarra para o substituto Luke Paquin quando a banda começou sua turnê de 2005. Em junho, o Elevator apareceu entre os dez primeiros no !earshot Campus and Community Radio chart.

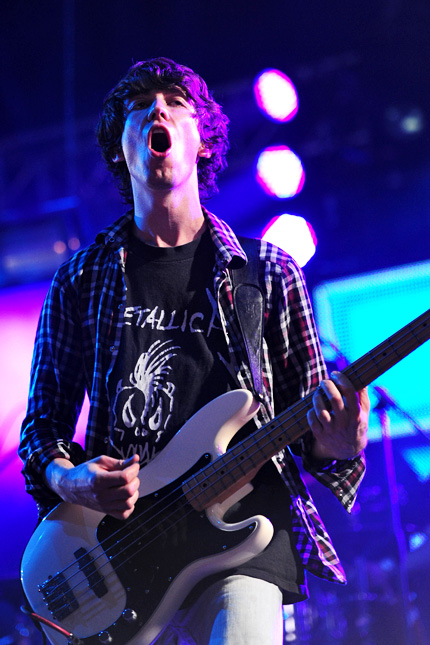
Baixista Louis Hearn se apresentando em 2011

O quarto álbum Future Breeds foi lançado em 8 de junho de 2010 pela Dine Alone Records. Para aumentar a expectativa para o lançamento, a banda realizou residências em pequenos clubes em NY (Public Assembly em maio) e em LA (Bootleg Theatre em junho).
A atividade pública de Hot Hot Heat foi escassa na década de 2010; no entanto, eles lançaram uma nova música, "Mayor of the City", em maio de 2013. Em resposta à pergunta de um fã no Twitter, Hot Hot Heat mencionou o lançamento de um álbum no outono de 2015. Em 10 de setembro, 2015 Hot Hot Heat anunciou novo material através de sua página no Instagram para um lançamento na primavera de 2016. Na sexta-feira, 24 de junho de 2016, Hot Hot Heat lançou um álbum autointitulado de 10 faixas e anunciou que seria seu último álbum.

## Membros

### Última formação
- Paul Hawley - bateria (1999–2016)
- Steve Bays - teclado (1999–2016), vocalista (2000-2016)
- Luke Paquin - guitarra (2005–2016)
- Louis Hearn - baixista (2010–2016)

### Membros antigos
- Dustin Hawthorne - baixista (1999-2008)
- Matthew Marnik - vocalista (1999–2000)[9]
- Dante DeCaro - guitarra (2001–2005)
- Parker Bossley - baixista (2008–2010)

## Discografia

### Álbums de estúdio
| Make Up the Breakdown                                          | - Lançado: 8 de outubro de 2002 - Gravadora: Sub Pop             | —  | 38 | 35  | 146 |
| Elevator                                                       | - Lançado: 5 de abril de 2005 - Gravadora: Sire                  | 92 | —  | 34  | 34  |
| Happiness Ltd.                                                 | - Lançado: 11 de setembro de 2007 - Gravadora: Sire/Warner Music | —  | —  | 133 | 86  |
| Future Breeds                                                  | - Lançado: 8 de junho de 2010 - Gravadora: Dangerbird/Dine Alone | —  | —  | —   | —   |
| Hot Hot Heat                                                   | - Lançado: 24 de junho de 2016 - Gravadora: Kaw-Liga/Culvert     | —  | —  | —   | —   |
| "—" denota álbum que não entrou nas paradas ou não foi lançado |                                                                  |    |    |     |     |

### Compilados
- Scenes One Through Thirteen (2002)

### EPs
- Hot Hot Heat four song 7" (1999)
- Hot Hot Heat Split the Red Light Sting (2000)
- Hot Hot Heat three song 7" (2001)
- Knock Knock Knock (2002)
- Happiness Ltd. EP (2007)

### Singles
| Ano | Título                         | Posições de gráfico de pico | Posições de gráfico de pico | Posições de gráfico de pico | Posições de gráfico de pico | Posições de gráfico de pico | Posições de gráfico de pico | Álbum                 |
| Ano | Título                         | CAN Alt                     | CAN Rock                    | MEX Air.                    | UK                          | US Bub.                     | US Mod                      | Álbum                 |
| --- | ------------------------------ | --------------------------- | --------------------------- | --------------------------- | --------------------------- | --------------------------- | --------------------------- | --------------------- |
| 2003 | "Bandages"                     | ×                           | ×                           | —                           | 25                          | —                           | 19                          | Make Up the Breakdown |
| 2003 | "No, Not Now"                  | ×                           | ×                           | —                           | 38                          | —                           | —                           | Make Up the Breakdown |
| 2003 | "Talk to Me, Dance with Me"    | ×                           | ×                           | —                           | 78                          | —                           | 33                          | Make Up the Breakdown |
| 2005 | "Island of the Honest Man"     | ×                           | ×                           | —                           | —                           | —                           | —                           | Elevator              |
| 2005 | "Goodnight Goodnight"          | ×                           | 20                          | —                           | 36                          | 2                           | 27                          | Elevator              |
| 2005 | "Middle of Nowhere"            | ×                           | 23                          | —                           | 47                          | —                           | 23                          | Elevator              |
| 2005 | "Christmas Day in the Sun"     | ×                           | ×                           | —                           | —                           | —                           | —                           | Single sem álbum      |
| 2007 | "Give Up?"                     | ×                           | —                           | —                           | —                           | —                           | —                           | Happiness Ltd.        |
| 2007 | "Let Me In"                    | ×                           | 19                          | —                           | 138                         | —                           | —                           | Happiness Ltd.        |
| 2007 | "Harmonicas & Tambourines"     | ×                           | 44                          | —                           | —                           | —                           | —                           | Happiness Ltd.        |
| 2010 | "21@12"                        | 28                          | 38                          | —                           | —                           | —                           | —                           | Future Breeds         |
| 2010 | "Goddess on the Prairie"       | 13                          | 38                          | —                           | —                           | —                           | —                           | Future Breeds         |
| 2013 | "Mayor of the City"            | —                           | —                           | —                           | —                           | —                           | —                           | Hot Hot Heat          |
| 2016 | "Kid Who Stays in the Picture" | 14                          | 25                          | 38                          | —                           | —                           | —                           | Hot Hot Heat          |
| 2016 | "Pulling Levers"               | 43                          | —                           | —                           | —                           | —                           | —                           | Hot Hot Heat          |
| "—" denota lançamentos que não chegaram às paradas. "×" denota períodos em que os gráficos não existiam ou não foram arquivados. |                                |                             |                             |                             |                             |                             |                             |                       |